# Pop Aye
Pour plus de détails, voir Fiche technique et Distribution.
Pop Aye (ป๊อปอาย มายเฟรนด์, Pop Aye My Friend) est un film thaïlandais et singapourien réalisé par Kirsten Tan, sorti en 2017,.

## Synopsis
Thana est un architecte d'une cinquantaine d'années sur le déclin qui commence à être vieux. Il vient d'apprendre que son chef-d'œuvre de jeunesse considéré comme « vieillot » va être détruit par de jeunes architectes ambitieux; et sa femme Bo n'éprouve plus de désir pour lui et le rejette. 
C'est alors que Thana retrouve par hasard dans les rues de Bangkok son ami d'enfance l'éléphant Pop Aye. Dès lors l'architecte n'a plus qu'une idée fixe : ramener Pop Aye à la maison, à la ferme de son oncle Peak à Loei. Commence un long voyage à pas d'éléphant à travers la campagne thaïlandaise vers le pays natal.

## Fiche technique
- Titre : Pop Aye
- Titre original : ป๊อปอาย มายเฟรนด์[5] (Pop Aya My Friend)
- Kirsten Tan au Festival international du film de Rotterdam pour la promotion de Pop AyeRéalisation : Kirsten Tan
- Scénario : Kirsten Tan
- Musique : Matthew James Kelly

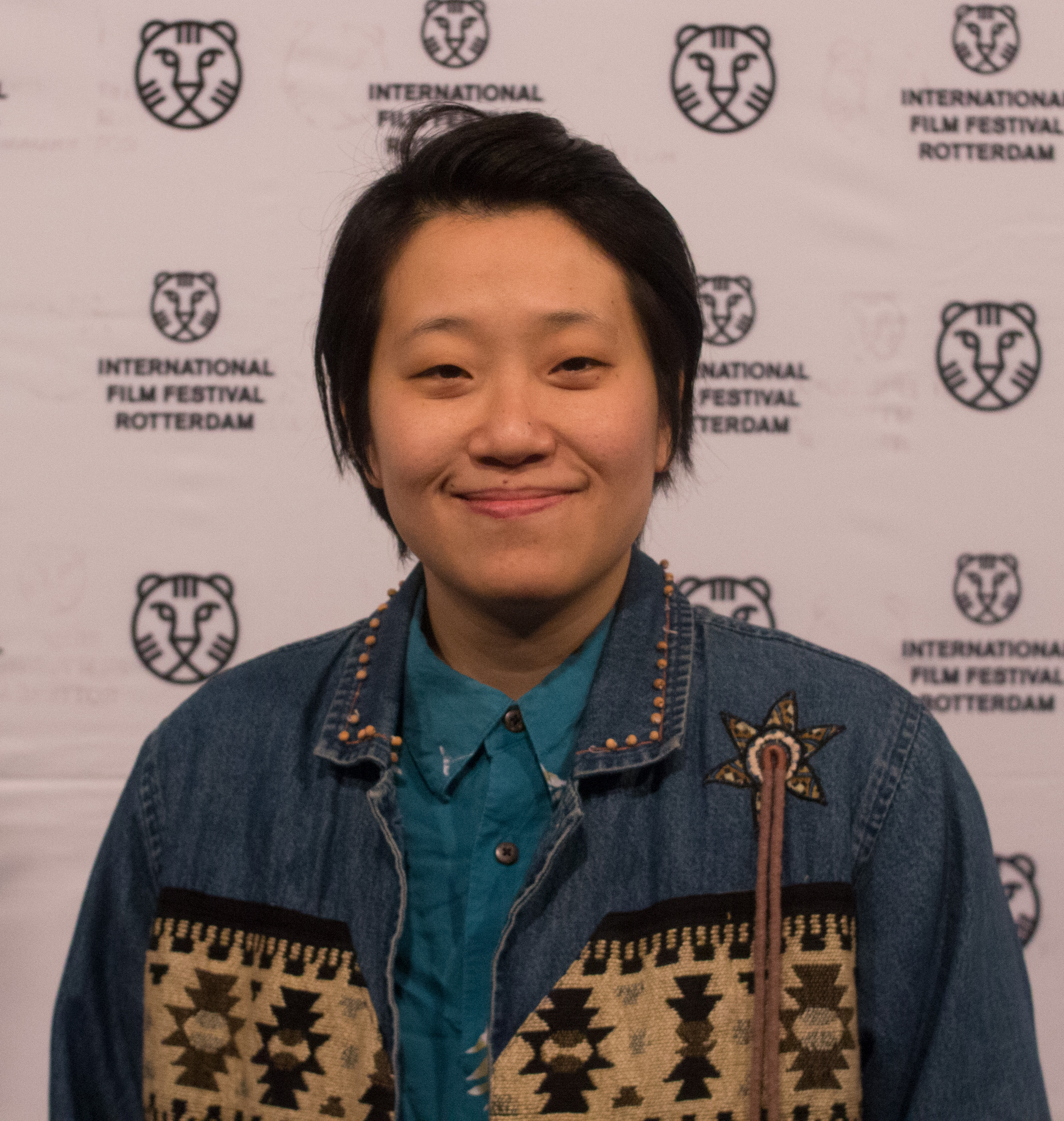
Kirsten Tan au Festival international du film de Rotterdam pour la promotion de Pop Aye

- Pays d'origine : Singapour, Thaïlande[6]
- Langue : Thaï[7]
- Genre : Road Movie[8], comédie dramatique
- Durée : 102 minutes
- Date de sortie : 2017
- Sortie en DVD : 2018 (Imaginefilm)

## Distribution
- Thanet Warakulnukroh (ธเนศ วรากุลนุเคราะห์)[9] : Thana l'architecte
- Penpak Sirikul (เพ็ญพักตร์ ศิริกุล) : Bo, la femme de Thana
- Nattavut Trivisvavet : Anuwat
- Nannapas Buranaworakun : June
- Chaiwat Khumdee : Dee
- Yukontorn Sukkija : Jenni
- Narong Pongpab : Peak, l'oncle de Thana
- et l'éléphant Bong : Pop Aye (Popeye)
- Sasapin Siriwanji
- Kantisuda Meebunmak
- Prawit Boonprakong
- Naphawan Seeraksa
- Chatchawan Wongarj
- Paveena Poungsiri
- Darunrat Nopsaeng
- Narong Pongpab
- Supanthu Julma[10]